# Eric Hughes
Eric Hughes Guevara (ur. 11 lipca 1986 w mieście Panama) – panamski piłkarz występujący na pozycji bramkarza, reprezentant Panamy, od 2024 roku zawodnik Tauro.